# Équipe de France de rugby à XV en 2024
L'équipe de France de rugby à XV, en 2024, dispute son 94e Tournoi des Six Nations avec un esprit revanchard de la Coupe du monde 2023, où, pourtant nation hôte et faisant figure des favoris, elle est éliminée dès les quarts de finale. Elle dispute également une tournée en Argentine, marquée par des événements extra sportifs éclipsant les performances sportives et affronte le Japon, la Nouvelle-Zélande et l'Argentine lors des tests d'automne.
L'équipe est dirigée par le sélectionneur Fabien Galthié pour la cinquième année consécutive, celui-ci s'étant vu renouveler son mandat.
Le XV de France se voit priver de son capitaine et demi de mêlée titulaire, Antoine Dupont, désireux de participer aux Jeux olympiques en rugby à sept, ce qui nécessitait une acclimatation avec l'équipe de France de rugby à sept, l'empêchant de prendre part aux grands rendez-vous à XV, principalement le Tournoi.

## Déroulé

### Tournoi des Six Nations
Le dernier match de l'année 2023 de l'équipe de France s'est soldé par une élimination de la Coupe du monde dès les quarts de finale.
Pour le Tournoi des Six Nations, les Bleus sont privés du Stade de France, dû à la préparation des Jeux olympiques, en rénovation en vue de l'évènement planétaire. Ils jouent ainsi leurs trois matchs à Marseille, au Vélodrome, à Lille, au Stade Pierre-Mauroy, et à Lyon, au Parc Olympique lyonnais.
Les Bleus commencent le Tournoi par une lourde défaite à domicile face à l'Irlande (17-38), mais se relève à Murrayfield la semaine suivante, s'imposant 20 à 16 en Écosse. Deux semaines après, à Lille, les Français, réduits à treize à la mi-temps après le carton rouge de Jonathan Danty, concèdent néanmoins un nul historique contre les Italiens (13-13).
À la suite de ce début de Tournoi moyen et à cause de certaines blessures comme celle de Matthieu Jalibert, le sélectionneur Fabien Galthié opère un turnover dans sa feuille de match, titularisant Nolann Le Garrec à la place de Maxime Lucu, et offrant leurs premières sélections à Nicolas Depoortère, Emmanuel Meafou, Léo Barré et Georges-Henri Colombe. Cette équipe parvient à s'imposer au Millennium Stadium de Cardiff largement (24-45), face à une équipe galloise vivant l'une des pires périodes de son histoire, et face aux Anglais à Lyon (33-31), grâce à une pénalité à la dernière minute de Thomas Ramos.
Le XV de France finit donc ce Tournoi à la deuxième place, comme lors de quatre des cinq derniers Tournois.

### Tournée d'été en Amérique du Sud
Pour la tournée d'été en Amérique du Sud, selon l'accord entre la Fédération française de rugby (FFR) et la Ligue nationale de rugby en vigueur, le sélectionneur ne peut choisir de joueurs dont les clubs sont engagés pour la finale de Top 14, et doit laisser au repos des joueurs « premium », constituant l'essentiel des titulaires de équipe qu'il a aligné lors du Tournoi. Cette tournée est donc l'occasion de lancer de jeunes joueurs, comme Théo Attissogbe, Jordan Joseph ou Baptiste Jauneau, ou de revoir certains anciens cadres, qui ont laissé leur place depuis en raison de blessures ou de baisse de forme, tels que Baptiste Serin, Demba Bamba ou Arthur Vincent.
Après une victoire convaincante des Bleus à Mendoza (13-28), les Français doivent affronter l'Uruguay, avec une équipe développement, ne capant pas les joueurs y participant. Cependant, la préparation de ce match est perturbée par des évènements extra sportifs : l'arrière Melvyn Jaminet est écarté du groupe le 7 juillet, jour suivant la victoire, après qu'une vidéo de lui, visiblement ivre, tenant des propos à caractère racistes ait été diffusée,. Le lendemain les néo capés Hugo Auradou et Oscar Jégou sont l'objet d'une plainte pour viol aggravé et sont placés en détention. Ces affaires judiciaires perturbent la tournée et conduisent le président de la FFR, Florian Grill, à se déplacer en Argentine pour faire face à la presse.
L'équipe de France « développement » remporte néanmoins son match face à l'Uruguay (28-43) le 10 juillet, avec des bonnes performances de Posolo Tuilagi et Baptiste Couilloud.
Trois jours plus tard, les Bleus échouent 33 à 25 pour le dernier test face à l'Argentine, concluant une tournée dramatique sur le plan médiatique, bien que plutôt concluante sur le plan sportif.

### Test matchs d'automne
Lors des tests de fin d'année, les Bleus affrontent successivement le Japon, la Nouvelle-Zélande et l'Argentine. Si le premier match est facilement maîtrisé (52-12) par l'équipe de France face à des Brave Blossoms joueurs mais ne parvenant pas à rivaliser physiquement, le deuxième match face aux All Blacks est très disputé, mais les Bleus l'emportent d'un point (30-29), notamment grâce à un bon match de Louis Bielle-Biarrey et un Thomas Ramos précis, qui permettent aux Bleus de remporter un troisième match consécutif contre les Néo-Zélandais. Ces deux hommes contribuent aussi largement à la victoire contre les Pumas la semaine suivante sur le score de 37 à 23, concluant ainsi une série de test matchs victorieuse.

## Feuilles de match
Disputant un total de dix matchs officiels, le XV de France dispose d'un bilan de sept victoires, pour deux défaites et un nul.

### Six Nations
| Journée 1 Vendredi 2 février 2024 21 h | France | 17 - 38 (10 - 17) | Irlande (bo.) | Stade Vélodrome, Marseille 65 000 spectateurs Arbitre : Karl Dickson |
| Journée 1 Vendredi 2 février 2024 21 h | Essai(s) : 2 Penaud (40e), Gabrillagues (53e) Transformation(s) : 2 Ramos (40e,53e) Pénalité(s) : 1 Ramos (27e) Carton(s) jaune(s) : 1 Willemse (9e) Carton(s) rouge(s) : 1 Willemse (32e) |                   | Essai(s) : 5 Gibson-Park (16e), Beirne (30e), Nash (46e), Sheehan (62e), Kelleher (78e) Transformation(s) : 5 Crowley (16e, 30e, 46e, 62e, 78e) Pénalité(s) : 1 Crowley (7e) Carton(s) jaune(s) : 1 O'Mahony (53e) | Stade Vélodrome, Marseille 65 000 spectateurs Arbitre : Karl Dickson |
| Journée 1 Vendredi 2 février 2024 21 h | |                   | | Stade Vélodrome, Marseille 65 000 spectateurs Arbitre : Karl Dickson |

| Journée 2 Samedi 10 février 2024 15 h 15 | Écosse                                                                                             | 16 - 20 (13 - 10) | France | Murrayfield Stadium, Édimbourg 67 144 spectateurs Arbitre : Nic Berry |
| Journée 2 Samedi 10 février 2024 15 h 15 | Essai(s) : 1 White (7e) Transformation(s) : 1 Russell (7e) Pénalité(s) : 3 Russell (22e, 30e, 58e) |                   | Essai(s) : 2 Fickou (31e), Bielle-Biarrey (70e) Transformation(s) : 2 Ramos (31e, 70e) Pénalité(s) : 2 Ramos (12e, 77e) | Murrayfield Stadium, Édimbourg 67 144 spectateurs Arbitre : Nic Berry |
| Journée 2 Samedi 10 février 2024 15 h 15 | |                   | | Murrayfield Stadium, Édimbourg 67 144 spectateurs Arbitre : Nic Berry |

| Journée 3 Dimanche 25 février 2024 16 h | France | 13 - 13 (10 - 3) | Italie | Stade Pierre-Mauroy, Lille 50 187 spectateurs Arbitre : Christophe Ridley (en) |
| Journée 3 Dimanche 25 février 2024 16 h | Essai(s) : 1 Ollivon (6e) Transformation(s) : 1 Ramos (7e) Pénalité(s) : 2 Ramos (13e, 44e) Carton(s) rouge(s) : 1 Danty (40e) |                  | Essai(s) : 1 Capuozzo (70e) Transformation(s) : 1 Garbisi (70e) Pénalité(s) : 2 Page-Relo (40e), Garbisi (61e) | Stade Pierre-Mauroy, Lille 50 187 spectateurs Arbitre : Christophe Ridley (en) |
| Journée 3 Dimanche 25 février 2024 16 h | |                  | | Stade Pierre-Mauroy, Lille 50 187 spectateurs Arbitre : Christophe Ridley (en) |

| Journée 4 Dimanche 10 mars 2024 16 h | Pays de Galles | 24 - 45 (17 - 20) | France | Principality Stadium, Cardiff 71 242 spectateurs Arbitre : Luke Pearce |
| Journée 4 Dimanche 10 mars 2024 16 h | Essai(s) : 3 Dyer (9e), Williams (25e), Roberts (43e) Transformation(s) : 3 Costelow (9e, 25e, 43e) Pénalité(s) : 1 Costelow (2e) |                   | Essai(s) : 5 Fickou (22e), Le Garrec (29e), Colombe (65e), Taofifénua (69e), Lucu (80e) Transformation(s) : 4 Ramos (22e, 29e, 65e, 69e) Pénalité(s) : 4 Ramos (7e, 15e, 61e, 74e) | Principality Stadium, Cardiff 71 242 spectateurs Arbitre : Luke Pearce |
| Journée 4 Dimanche 10 mars 2024 16 h | |                   | | Principality Stadium, Cardiff 71 242 spectateurs Arbitre : Luke Pearce |

| Journée 5 Samedi 16 mars 2024 21 h | France | 33 - 31 (16 - 10) | Angleterre (bo., bd.) | Parc Olympique lyonnais, Lyon 60 000 spectateurs Arbitre : Angus Gardner |
| Journée 5 Samedi 16 mars 2024 21 h | Essai(s) : 3 Le Garrec (20e), Barré (56e), Fickou (60e) Transformation(s) : 3 Ramos (20e, 56e, 60e) Pénalité(s) : 4 Ramos (18e, 32e, 36e, 79e) |                   | Essai(s) : 4 Lawrence (40e, 42e), Smith (46e), Freeman (75e) Transformation(s) : 4 Ford (40e, 42e, 46e, 75e) Pénalité(s) : 1 Ford (12e) | Parc Olympique lyonnais, Lyon 60 000 spectateurs Arbitre : Angus Gardner |
| Journée 5 Samedi 16 mars 2024 21 h | |                   | | Parc Olympique lyonnais, Lyon 60 000 spectateurs Arbitre : Angus Gardner |

### Tournée d'été
| Samedi 6 juillet 2024 21 h | Argentine                                                                  | 13 - 28 (3 - 10) | France | Estadio Malvinas Argentinas, Mendoza 36 000 spectateurs Arbitre : Chris Busby (en) |
| Samedi 6 juillet 2024 21 h | Essai(s) : 2 Montoya (61e), Orlando (78e) Pénalité(s) : 1 S.Carreras (26e) |                  | Essai(s) : 3 Serin (36e), Frisch (46e), Attissogbe (67e) Transformation(s) : 3 Hastoy (36e, 46e) Pénalité(s) : 3 Hastoy (23e, 56e), Jaminet (76e) | Estadio Malvinas Argentinas, Mendoza 36 000 spectateurs Arbitre : Chris Busby (en) |
| Samedi 6 juillet 2024 21 h |                                                                            |                  | | Estadio Malvinas Argentinas, Mendoza 36 000 spectateurs Arbitre : Chris Busby (en) |

| Mercredi 10 juillet 2024 19 h | Uruguay | 28 - 43 (7 - 23) | France dév. | Stade Charrúa, Montevideo 50 000 spectateurs Arbitre : Angus Mabey (en) |
| Mercredi 10 juillet 2024 19 h | Essai(s) : 4 Kessler (27e), Arcos Pérez (en) (44e), Pujadas (en) (65e), de pénalité (78e) Transformation(s) : 4 Etcheverry (27e, 44e, 65e), de pénalité (78e) |                  | Essai(s) : 4 Couilloud (9e, 20e), Tuilagi (61e, 64e) Transformation(s) : 4 Berdeu (9e, 20e), Segonds (61e, 64e) Pénalité(s) : 5 Berdeu (7e, 32e, 40e, 47e, 53e) | Stade Charrúa, Montevideo 50 000 spectateurs Arbitre : Angus Mabey (en) |
| Mercredi 10 juillet 2024 19 h | |                  | | Stade Charrúa, Montevideo 50 000 spectateurs Arbitre : Angus Mabey (en) |

| Samedi 13 juillet 2024 21 h 10 | Argentine | 33 - 25 (21 - 10) | France | Estadio José Amalfitani, Buenos Aires 50 000 spectateurs Arbitre : Andrew Brace |
| Samedi 13 juillet 2024 21 h 10 | Essai(s) : 5 Bello (17e), de pénalité (30e), S.Carreras (38e), Gallo (58e, 67e) Transformation(s) : 3 Carreras (17e, 38e, 67e) |                   | Essai(s) : 3 Serin (10e), Gailleton (46e), Attissogbe (50e) Transformation(s) : 2 Hastoy (10e, 46e) Pénalité(s) : 2 Hastoy (25e, 42e) | Estadio José Amalfitani, Buenos Aires 50 000 spectateurs Arbitre : Andrew Brace |
| Samedi 13 juillet 2024 21 h 10 | |                   | | Estadio José Amalfitani, Buenos Aires 50 000 spectateurs Arbitre : Andrew Brace |

### Tournée d'automne
| Samedi 9 novembre 2024 21 h 10 | France | 52 - 12 (31 - 0) | Japon                                                                       | Stade de France, Saint-Denis 49 700 spectateurs Arbitre : Damián Schneider |
| Samedi 9 novembre 2024 21 h 10 | Essai(s) : 8 Bielle-Biarrey (4e, 28e), Gailleton (10e), Roumat (19e), Mauvaka (34e), Gros (42e), Boudehent (54e, 65e) Transformation(s) : 6 Ramos (10e, 19e, 28e, 42e, 54e, 65e) |                  | Essai(s) : 2 Tatekawa (50e), Tatafu (61e) Transformation(s) : 1 Saito (50e) | Stade de France, Saint-Denis 49 700 spectateurs Arbitre : Damián Schneider |
| Samedi 9 novembre 2024 21 h 10 | |                  |                                                                             | Stade de France, Saint-Denis 49 700 spectateurs Arbitre : Damián Schneider |

| Samedi 16 novembre 2024 21 h 10 | France | 30 - 29 (10 - 17) | Nouvelle-Zélande | Stade de France, Saint-Denis 80 000 spectateurs Arbitre : Nika Amashukeli |
| Samedi 16 novembre 2024 21 h 10 | Essai(s) : 3 Buros (33e), Boudehent (44e), Bielle-Biarrey (51e) Transformation(s) : 3 Ramos (33e, 44e, 51e) Pénalité(s) : 3 Ramos (7e, 58e, 73e) |                   | Essai(s) : 2 Lakai (en) (9e), Roigard (27e) Transformation(s) : 2 B.Barrett (9e, 27e) Pénalité(s) : 5 B.Barrett (37e), McKenzie (55e, 62e, 68e, 75e) | Stade de France, Saint-Denis 80 000 spectateurs Arbitre : Nika Amashukeli |
| Samedi 16 novembre 2024 21 h 10 | |                   | | Stade de France, Saint-Denis 80 000 spectateurs Arbitre : Nika Amashukeli |

| Vendredi 22 novembre 2024 21 h 10 | France | 37 - 23 (30 - 9) | Argentine | Stade de France, Saint-Denis 66 640 spectateurs Arbitre : Luke Pearce |
| Vendredi 22 novembre 2024 21 h 10 | Essai(s) : 4 Flament (9e), Villière (33e), de pénalité (36e), Bielle-Biarrey (58e) Transformation(s) : 4 Ramos (9e, 33e, 58e), de pénalité (36e) Pénalité(s) : 3 Ramos (16e, 23e, 40e) |                  | Essai(s) : 2 Gallo (56e), Ruiz (70e) Transformation(s) : 2 Albornoz (56e, 70e) Pénalité(s) : 3 Albornoz (15e, 20e, 26e) Carton(s) jaune(s) : 2 Montoya (5e), González (36e) | Stade de France, Saint-Denis 66 640 spectateurs Arbitre : Luke Pearce |
| Vendredi 22 novembre 2024 21 h 10 | |                  | | Stade de France, Saint-Denis 66 640 spectateurs Arbitre : Luke Pearce |

## Joueurs

### Liste des sélectionnés
Au cours de l'année, Fabien Galthié utilise 61 joueurs différents. Les clubs fournissant les plus de joueurs sont le Stade toulousain (11 joueurs), le Stade rochelais (9 joueurs), l'Union Bordeaux Bègles et le RC Toulon (8 joueurs) et le Racing 92 (7 joueurs).[réf. nécessaire]
| Joueurs               | Club 2023-2024        | Club 2024-2025        | Pos.                      | Sél. (cap.) | Pts. | Ess. | Tr. | Pén. | Dp. |
| --------------------- | --------------------- | --------------------- | ------------------------- | ----------- | ---- | ---- | --- | ---- | --- |
| Esteban Abadie        | RC Toulon             | RC Toulon             | Troisième ligne aile      | 1           | -    | -    | -   | -    | -   |
| Dorian Aldegheri      | Stade toulousain      | Stade toulousain      | Pilier                    | 3           | -    | -    | -   | -    | -   |
| Grégory Alldritt      | Stade rochelais       | Stade rochelais       | Troisième ligne centre    | 6 (4)       | -    | -    | -   | -    | -   |
| Uini Atonio           | Stade rochelais       | Stade rochelais       | Pilier                    | 6           | -    | -    | -   | -    | -   |
| Théo Attissogbe       | Section paloise       | Section paloise       | Ailier                    | 3           | 10   | 2    | -   | -    | -   |
| Hugo Auradou          | Section paloise       | Section paloise       | Deuxième ligne            | 1           | -    | -    | -   | -    | -   |
| Cyril Baille          | Stade toulousain      | Stade toulousain      | Pilier                    | 5           | -    | -    | -   | -    | -   |
| Demba Bamba           | Lyon OU               | Racing 92             | Pilier                    | 2           | -    | -    | -   | -    | -   |
| Gaëtan Barlot         | Castres olympique     | Castres olympique     | Talonneur                 | 2           | -    | -    | -   | -    | -   |
| Léo Barré             | Stade français Paris  | Stade français Paris  | Arrière                   | 6           | 5    | 1    | -   | -    | -   |
| Teddy Baubigny        | RC Toulon             | RC Toulon             | Talonneur                 | 2           | -    | -    | -   | -    | -   |
| Louis Bielle-Biarrey  | Union Bordeaux Bègles | Union Bordeaux Bègles | Ailier                    | 7           | 25   | 5    | -   | -    | -   |
| Paul Boudehent        | Stade rochelais       | Stade rochelais       | Troisième ligne aile      | 8           | 15   | 3    | -   | -    | -   |
| Romain Briatte        | Stade français Paris  | Stade français Paris  | Troisième ligne aile      | 1           | -    | -    | -   | -    | -   |
| Romain Buros          | Union Bordeaux Bègles | Union Bordeaux Bègles | Arrière                   | 1           | 5    | 1    | -   | -    | -   |
| Judicaël Cancoriet    | Stade rochelais       | Stade rochelais       | Troisième ligne aile      | 1           | -    | -    | -   | -    | -   |
| Georges-Henri Colombe | Montpellier HR        | Montpellier HR        | Pilier                    | 7           | 5    | 1    | -   | -    | -   |
| Baptiste Couilloud    | Lyon OU               | Lyon OU               | Demi de mêlée             | 1           | -    | -    | -   | -    | -   |
| François Cros         | Stade toulousain      | Stade toulousain      | Troisième ligne aile      | 7           | -    | -    | -   | -    | -   |
| Jonathan Danty        | Stade rochelais       | Stade rochelais       | Centre                    | 3           | -    | -    | -   | -    | -   |
| Nicolas Depoortère    | Union Bordeaux Bègles | Union Bordeaux Bègles | Centre                    | 2           | -    | -    | -   | -    | -   |
| Ibrahim Diallo        | Racing 92             | Racing 92             | Troisième ligne aile      | 1           | -    | -    | -   | -    | -   |
| Antoine Dupont        | Stade toulousain      | Stade toulousain      | Demi de mêlée             | 3 (3)       | -    | -    | -   | -    | -   |
| Lester Etien          | Stade français Paris  | Stade français Paris  | Ailier                    | 2           | -    | -    | -   | -    | -   |
| Gaël Fickou           | Racing 92             | Racing 92             | Centre                    | 8           | 15   | 3    | -   | -    | -   |
| Thibaud Flament       | Stade toulousain      | Stade toulousain      | Deuxième ligne            | 5           | 5    | 1    | -   | -    | -   |
| Antoine Frisch        | Munster Rugby         | RC Toulon             | Centre                    | 2           | 5    | 1    | -   | -    | -   |
| Paul Gabrillagues     | Stade français Paris  | Stade français Paris  | Deuxième ligne            | 2           | 5    | 1    | -   | -    | -   |
| Émilien Gailleton     | Section paloise       | Section paloise       | Centre                    | 5           | 10   | 2    | -   | -    | -   |
| Marko Gazzotti        | Union Bordeaux Bègles | Union Bordeaux Bègles | Troisième ligne aile      | 1           | -    | -    | -   | -    | -   |
| Jean-Baptiste Gros    | RC Toulon             | RC Toulon             | Pilier                    | 5           | 5    | 1    | -   | -    | -   |
| Mickaël Guillard      | Lyon OU               | Lyon OU               | Deuxième ligne            | 5           | -    | -    | -   | -    | -   |
| Antoine Hastoy        | Stade rochelais       | Stade rochelais       | Demi d'ouverture          | 2           | 20   | -    | 4   | 4    | -   |
| Matthieu Jalibert     | Union Bordeaux Bègles | Union Bordeaux Bègles | Demi d'ouverture          | 4           | -    | -    | -   | -    | -   |
| Melvyn Jaminet        | Stade toulousain      | Stade toulousain      | Arrière                   | 1           | 3    | -    | -   | 1    | -   |
| Baptiste Jauneau      | ASM Clermont          | ASM Clermont          | Demi de mêlée             | 1           | -    | -    | -   | -    | -   |
| Oscar Jégou           | Stade rochelais       | Stade rochelais       | Troisième ligne aile      | 1           | -    | -    | -   | -    | -   |
| Jordan Joseph         | Racing 92             | Racing 92             | Troisième ligne centre    | 2           | -    | -    | -   | -    | -   |
| Nolann Le Garrec      | Racing 92             | Racing 92             | Demi de mêlée             | 7           | 10   | 2    | -   | -    | -   |
| Matthis Lebel         | Stade toulousain      | Stade toulousain      | Ailier                    | 1           | -    | -    | -   | -    | -   |
| Maxime Lucu           | Union Bordeaux Bègles | Union Bordeaux Bègles | Demi de mêlée             | 6           | 5    | 1    | -   | -    | -   |
| Julien Marchand       | Stade toulousain      | Stade toulousain      | Talonneur                 | 8           | -    | -    | -   | -    | -   |
| Peato Mauvaka         | Stade toulousain      | Stade toulousain      | Talonneur                 | 8           | 5    | 1    | -   | -    | -   |
| Yoram Moefana         | Union Bordeaux Bègles | Union Bordeaux Bègles | Centre                    | 8           | -    | -    | -   | -    | -   |
| Emmanuel Meafou       | Stade toulousain      | Stade toulousain      | Deuxième ligne            | 5           | -    | -    | -   | -    | -   |
| Lenni Nouchi          | Montpellier HR        | Montpellier HR        | Troisième ligne aile      | 2           | -    | -    | -   | -    | -   |
| Charles Ollivon       | RC Toulon             | RC Toulon             | Troisième ligne aile      | 7 (1)       | 5    | 1    | -   | -    | -   |
| Damian Penaud         | Union Bordeaux Bègles | Union Bordeaux Bègles | Ailier                    | 5           | 5    | 1    | -   | -    | -   |
| Baptiste Pesenti      | Stade français Paris  | Stade français Paris  | Deuxième ligne            | 2           | -    | -    | -   | -    | -   |
| Thomas Ramos          | Stade toulousain      | Stade toulousain      | Arrière, demi d'ouverture | 8           | 105  | -    | 24  | 19   | -   |
| Alexandre Roumat      | Stade rochelais       | Stade rochelais       | Troisième ligne aile      | 7           | 5    | 1    | -   | -    | -   |
| Baptiste Serin        | RC Toulon             | RC Toulon             | Demi de mêlée             | 2 (2)       | 10   | 2    | -   | -    | -   |
| Romain Taofifénua     | Lyon OU               | Racing 92             | Deuxième ligne            | 4           | 5    | 1    | -   | -    | -   |
| Sébastien Taofifénua  | Lyon OU               | Lyon OU               | Pilier                    | 6           | -    | -    | -   | -    | -   |
| Tevita Tatafu         | Aviron bayonnais      | Aviron bayonnais      | Pilier                    | 2           | -    | -    | -   | -    | -   |
| Killian Tixeront      | ASM Clermont          | ASM Clermont          | Troisième ligne aile      | 1           | -    | -    | -   | -    | -   |
| Posolo Tuilagi        | USA Perpignan         | USA Perpignan         | Deuxième ligne            | 5           | -    | -    | -   | -    | -   |
| Gabin Villière        | RC Toulon             | RC Toulon             | Ailier                    | 2           | 5    | 1    | -   | -    | -   |
| Reda Wardi            | Stade rochelais       | Stade rochelais       | Pilier                    | 4           | -    | -    | -   | -    | -   |
| Cameron Woki          | Racing 92             | Racing 92             | Deuxième ligne            | 3           | -    | -    | -   | -    | -   |
| Paul Willemse         | Montpellier HR        | Montpellier HR        | Deuxième ligne            | 1           | -    | -    | -   | -    | -   |

### Capitanat
Pendant le Tournoi, le capitaine des Bleus, Antoine Dupont, étant en préparation des Jeux olympiques, le sélectionneur Fabien Galthié nomme le Rochelais Grégory Alldritt capitaine, bien que Charles Ollivon, ancien capitaine en 2020 et 2021 prétendait aussi à diriger le XV de France. Ce dernier en pris néanmoins les rênes lors du match contre l'Italie, Alldritt étant forfait après s'être blessé contre l'Écosse.
Lors de la tournée en Argentine, de nombreux cadres étant laissés au repos, le Toulonnais Baptiste Serin dirige l'équipe lors des deux tests officiels contre l'Argentine, Baptiste Couilloud étant capitaine pour le match contre l'Uruguay, ne comptant pas comme une cape.
Pour les tests d'automne, Antoine Dupont, revenu à XV, reprend le capitanat du XV de France pour les trois matchs.

## Statistiques
Thomas Ramos est une nouvelle fois le meilleur réalisateur des Bleus, inscrivant 63 points lors du Tournoi, puis 42 autres lors des tests d'automne. Derrière, Louis Bielle-Biarrey le suit grâce à ses cinq essais, lui même suivi d'Antoine Hastoy, buteur lors de la tournée en Argentine où il inscrit 20 points sur les deux matchs.[réf. nécessaire]
| Rang | Joueur               | Poste                     | Points | Essais | Transf. | Pén. | Drops |
| ---- | -------------------- | ------------------------- | ------ | ------ | ------- | ---- | ----- |
| 1    | Thomas Ramos         | Arrière, demi d'ouverture | 105    | -      | 24      | 19   | -     |
| 2    | Louis Bielle-Biarrey | Ailier                    | 25     | 5      | -       | -    | -     |
| 3    | Antoine Hastoy       | Demi d'ouverture          | 20     | -      | 4       | 4    | -     |
| 4    | Gaël Fickou          | Centre                    | 15     | 3      | -       | -    | -     |
| -    | Paul Boudehent       | Troisième ligne aile      | 15     | 3      | -       | -    | -     |

Louis Bielle-Biarrey est le meilleur marqueur de l'année, notamment grâce à quatre essais lors des tests d'automne, marquant à chaque match. Gaël Fickou est lui le meilleur marqueur des Bleus lors du Tournoi des Six Nations avec trois réalisations.[réf. nécessaire]
| Rang | Joueur               | Poste                | Essais |
| ---- | -------------------- | -------------------- | ------ |
| 1    | Louis Bielle-Biarrey | Ailier               | 5      |
| 2    | Gaël Fickou          | Centre               | 3      |
| -    | Paul Boudehent       | Troisième ligne aile | 3      |
| 4    | Nolann Le Garrec     | Demi de mêlée        | 2      |
| -    | Émilien Gailleton    | Centre               | 2      |
| -    | Théo Attissogbe      | Ailier               | 2      |
| -    | Baptiste Serin       | Demi de mêlée        | 2      |